# Reinhold Trampler
Reinhold Trampler (26 de juliol de 1877 – 21 de desembre de 1964) va ser un tirador austríac que va competir a començaments del segle xx.
El 1912 va prendre part en els Jocs Olímpics d'Estocolm, on disputà dues proves del programa d'esgrima. Guanyà la medalla de plata en la prova de sabre per equips, mentre en la de floret quedà eliminat en sèries.